# Віктор Екгаус
Віктор Екхаус (пол. Wiktor Eckhaus, 28 червня 1930, Станиславів — 1 жовтня 2000) — польсько-нідерландський математик, відомий своїми роботами в галузі диференціальних рівнянь. Професор-емерит прикладної математики в Утрехтському університеті.

## Біографія
Екхаус народився в заможній родині в Станиславові і ріс у Варшаві, де його батько керував хутряною фірмою. Під час німецької окупації Польщі він, його мама і сестра мусили переховуватися через своє єврейське походження. Його батько спершу був військовополоненим, потім приєднався до російської армії. Після війни, в 1947 році, возз'єднана родина приїхала до Амстердама — через табір для біженців в Австрії.
У 1948 році Віктор склав державний іспит у Hogere Burgerschool і почав вивчати аеронавтику в Делфтському технічному університеті. Після закінчення університету, з 1953 по 1957 рік працював у Національній аерокосмічній лабораторії в Амстердамі. У 1957—1960 роках Екхаус працював у Массачусетському технологічному інституті, де отримав ступінь доктора наук у 1959 році за дисертацію на тему англ. Some problems of unsteady flow with discontinuities, написану під керівництвом Леона Тріллінга.
У 1960 році він став фр. maître de recherches (старшим науковим співробітником) на кафедрі механіки Сорбонни. У 1964 році він був запрошеним професором в Амстердамському університеті та Математичному центрі. Після цього в 1965 році він став професором чистої і прикладної математики і механіки Делфтського технічного університету. З 1972 до виходу на пенсію в 1994 році, Екхаус був професором прикладної математики в Утрехтському університеті.
Спочатку він вивчав потік навколо аеродинамічних профілів, що привело його до дослідження стабільності розчинів, а далі до (слабко нелінійних) диференціальних рівнянь. Завдяки його дослідженням виникли поняття, тепер відомі як «критерій нестабільності Екхауса» і «нестабільність Екхауса», що виникає, наприклад, як вторинна нестабільність у моделях конвекції Релея–Бенара. Пізніше Екхаус працював над сингулярною теорією збурень і солітонними рівняннями.
У 1983 році він розглядав сильно сингулярні релаксаційні коливання, що називаються фр. canards (французькою «качки»), в результаті чого написав свою найбільш популярну статтю англ. Relaxation oscillations including a standard chase on French ducks. Екхаус використовував стандартні методи аналізу для задачі, яку Марк Дінер раніше назвав прикладом задачі, яку можна розглядати лише з допомогою нестандартного аналізу.
У 1987 році став членом Нідерландської королівської академії мистецтв і наук.
Помер у 2000 році в Амстелвені.

## Публікації
- Eckhaus, W. (1965), Studies in nonlinear stability theory, Springer Tracts in Natural Philosophy, т. 6, Springer, ISBN 978-3-642-88319-4
- —— (1973), Matched asymptotic expansions and singular perturbations, Mathematics Studies, т. 6, North Holland, ISBN 0-7204-2600-6
- —— (1979), Asymptotic analysis of singular perturbations, Studies in Mathematics and its Applications, т. 9, North Holland, ISBN 0-444-85306-5
- ——; van Harten, A. (1981), The inverse scattering transformation and the theory of solitons – An introduction, Mathematics Studies, т. 50, North Holland, ISBN 0-444-55731-8
- —— (1975), New approach to the asymptotic theory of nonlinear oscillations and wave propagation, Journal of Mathematical Analysis and Applications, 49 (3): 575—611, doi:10.1016/0022-247X(75)90200-0
- —— (1983), Relaxation oscillations including a standard chase on French ducks, у Verhulst, F. (ред.), Asymptotic Analysis II – Surveys and New Trends, Lecture Notes in Mathematics, т. 985, Springer, с. 449—494, doi:10.1007/BFb0062381, ISBN 978-3-540-12286-9
- —— (1993), The Ginzburg–Landau manifold is an attractor, Journal of Nonlinear Science, 3: 329—348, doi:10.1007/BF02429869
- ——; de Jager, E.M. (1966), Asymptotic solutions of singular perturbation problems for linear differential equations of elliptic type, Arch. Rat. Mech. Anal., 23 (1): 26—86, doi:10.1007/BF00281135
- —— (1997), Witus en de jaren van angst – Een reconstructie [Witus and the years of fear – A reconstruction] (Autobiography)  (нід.), Bas Lubberhuizen, ISBN 9789073978690